# Маргаритковый мир
Маргаритковый мир (англ. Daisyworld) — компьютерная модель условного мира, предназначенная для имитации важных процессов в биосфере Земли под влиянием Солнца. Введена Джеймсом Лавлоком и Эндрю Уотсоном в работе, опубликованной в 1983 году, для того, чтобы показать правдоподобность гипотезы Геи.

## Моделирование
Цель модели состоит в том, чтобы продемонстрировать предположение о том, что механизмы обратной связи могут развиться не благодаря классическим механизмам группового отбора, а из-за деятельности индивидуальных организмов.
В модели маргариткового мира рассматривается подобная Земле планета, на которой преобладает орошаемая суша, заселённая всего двумя видами ромашек (или маргариток) — чёрными и белыми. Планета обращается вокруг звезды того же спектрального класса, что и Солнце, лучистая энергия которой медленно возрастает. Ромашки на планете способны существовать лишь в температурном диапазоне от 5 до 40 °С, при этом оптимальная температура для них — 20 °С.
Согласно современной астрофизической гипотезе, по мере старения звезды, близкой по параметрам к Солнцу, её лучистая энергия начинает линейно возрастать. По мере прогревания планеты на экваторе достигается минимальное значение температуры (5 °С), при которой возможно произрастание маргариток. Там, где первоначально окажется немного больше тёмных маргариток, отражательная способность (альбедо) планетной поверхности снизится, и почва лучше прогреется, давая селективное преимущество тёмным маргариткам, которые, способствуя прогреванию и заселению новых очагов почвы всё дальше от экватора, будут продолжать снижать альбедо и, следовательно, всё больше расширять свой ареал по сравнению с белыми маргаритками. Наконец, вся планета окажется захвачена маргаритками тёмных расцветок.
Затем, по мере дальнейшего повышения энергии, приходящей от звезды, температура на экваторе превысит оптимальную для растений (20 °С). С этого момента преимущество переходит на сторону маргариток со светлой окраской цветков, которые повышают альбедо, охлаждая территорию, и тем самым создавая для себя комфортные условия сначала на экваторе, а затем — всё дальше к полюсам. Тёмные маргаритки теперь селективно проигрывают.
Наконец, наступает переломный момент, когда температура на экваторе превышает отметку 40 °С, за которой невозможна жизнь маргариток. И вот, начиная от экватора, жаркая зона охватывает всю планету, превращая её в безжизненную пустыню.
Математический расчёт, проведённый Лавлоком, выявил закономерность: средняя температура на заселённой маргаритками планете, несмотря на возрастание активности звезды, практически всё время остаётся постоянной, составляя оптимальные для маргариток 20 °С. Таким образом, даже примитивная биосфера способна оказывать глобальное влияние с отрицательной обратной связью, при том что каждый компонент системы работает с положительной. Эта ситуация очень отличается от существующей в безжизненном мире, где температура не регулируется и возрастает линейно с ростом лучистой энергии звезды.
В более поздних версиях маргариткового мира была введёна популяция серых маргариток, а планета населена травоядными и хищниками. Оказалось, что это способствовало даже увеличению гомеостаза. В новейших исследованиях моделировались реальные биохимические циклы Земли и различные гильдии живых существ (например, фотосинтезаторы, редуценты, травоядные, первичные и вторичные хищники) и были показаны наличие эффекта регулирования и стабильность, подобные первоначальному маргаритковому миру. Эти модели помогают объяснить разнообразие форм жизни на нашей планете.
Так, путём естественного отбора возникает цикл переработки питательных веществ в биосфере, когда вредные отходы одного существа становятся источником энергии для другого. Исследование о соотношении азота и фосфора показывает, что локальные биотические процессы могут регулировать глобальные системы.

## Актуальность гипотезы для Земли
Поскольку модель маргариткового мира весьма проста, её не следует прямо сопоставлять с Землёй, о чём чётко заявили авторы модели. Тем не менее, она обеспечивает ряд полезных предсказаний о том, каков, например, может быть ответ земной биосферы на вмешательство человека. 
Позже добавление к маргаритковому миру множества дополнительных уровней сложности не вызвало противоречий, но показало те же основные тенденции, что и в исходной модели. Одним из результатов моделирования является прогноз того, что биосфера Земли способна регулировать климатические условия для поддержания жизни в широком диапазоне солнечной светимости. Многие примеры таких систем саморегулирования были найдены в природе.

## Модификация исходной модели
Расширение модели маргариткового мира, которое включило кроликов, лисиц и другие виды, привело к неожиданному открытию: чем больше разнообразие видов, тем сильнее влияние биосферы на всю планету (например, улучшается температурное регулирование). Моделирование также показало, что система была надёжной и устойчивой даже при потрясениях. При этом при симуляции медленных изменений в окружающей среде богатство видов постепенно утрачивается; напротив, возмущения в системе приводят к всплеску видового разнообразия. Эти данные оказали поддержку мнению о ценности биологической вариативности.
Концепция маргариткового мира была разработана, чтобы опровергнуть критику о «мистической» подоплёке гипотезы Геи об органическом единстве биосферы. Значительный объём критики поступил со стороны таких ученых, как Ричард Докинз, которые утверждали, что терморегуляция планетарного уровня невозможна без глобального естественного отбора. Доктор У. Форд Дулиттл отверг понятие планетарного регулирования, потому что, по его мнению, это требует «тайного согласия» между организмами для следовании какой-то необъяснимой цели планетарного масштаба. Оба неодарвиниста указывали на отсутствие движущего механизма. Модель Лавлока успешно противостояла этой критике, показав, что регулирование естественно возникает в пределах некоего диапазона температур. Для терморегуляции маргаритковому миру не нужна ни сознательная цель, ни групповой естественный отбор.
Позже критики маргариткового мира сосредоточили внимание на том факте, что искусственное моделирование упускает многие важные детали истинной системы «Земля—Солнце». Например, реальная система требует для поддержания гомеостаза определённого уровня смертности и должна учитывать различия между видами. Критики моделирования считают, что включение этих деталей будет приводить к неустойчивости системы, и, следовательно, модель при этих условиях неприменима. Многие из этих вопросов рассматриваются в более поздней работе Тимоти Лентона и Джеймса Лавлока 2001 года. В работе показано, что включение этих факторов на самом деле улучшает способность маргариткового мира регулировать климат.

## Маргаритковый мир в популярной культуре
- Версия маргариткового мира с несколькими видами маргариток серых оттенков была включена в видеоигру SimEarth компании Maxis.
- В романе «Ксеноцид» Орсона Скотта Карда на маргаритковый мир приведены несколько ссылок.
- Маргаритковый мир упоминается в британском сериале «Возмездие» (Edge of Darkness).